# Kościół św. Mikołaja w Gdyni
Kościół św. Mikołaja w Gdyni – kościół rzymskokatolicki znajdujący się w gdyńskiej dzielnicy Chylonia w województwie pomorskim przy ulicy św. Mikołaja. Należy do dekanatu Gdynia Chylonia w archidiecezji gdańskiej.
Jednym z ważniejszych wydarzeń w życiu kościoła parafialnego, była nominacja 20 kwietnia 2000 – pochodzącego z tej parafii ks. dr Józefa Szamockiego – na biskupa pomocniczego diecezji toruńskiej.

## Historia
Został wybudowany w 1896–1897 w stylu neogotyckim na kamiennej podmurówce. Konsekracja kościoła odbyła się 6 lipca 1897 roku. Zachowało się prezbiterium starej świątyni z XIV wieku. Od 1915 stanowi samodzielny kościół parafialny – wcześniej był kościołem filialnym parafii św. Michała Archanioła na Oksywiu. W latach 1981–1990 został rozbudowany według projektu architekta Janusza Kowalskiego z Sopotu o nawę boczną i wieżę. Rozbudowana świątynia została poświęcona w dniu 6 grudnia 1990 przez biskupa Mariana Przykuckiego – ordynariusza chełmińskiego. W dniu 6 grudnia 1992 nową wieżę poświęcił abp Tadeusz Gocłowski – metropolita gdański. Organy 18–głosowe, wykonane przez Jerzego Kureckiego – poświęcił tenże metropolita gdański w dniu 25 października 1996.

## Wyposażenie
Do wyposażenia starej części kościoła należą: neogotyckie ołtarze z 1895, figura św. Mikołaja z XVII stulecia, Pietà z około XIV wieku oraz obrazy św. Mikołaja i Piety z XVII stulecia.